# Ghetto/Non sperarci
Ghetto/Non sperarci è un singolo del gruppo musicale italiano Statuto, pubblicato nel 1987 dalla DTK. Records.

## Il disco

### Ghetto
Sul lato A del singolo è incisa Ghetto, canzone ripresa anche nel primo album Vacanze. La canzone si ispira ad A Town Called Malice dei The Jam: il testo racconta la realtà difficile del quartiere di Torino Vallette.

### Non Sperarci
Unica canzone del lato B: vede alla voce Lucia Tomasi al posto di Oscar Giammarinaro.

## Tracce
Lato A:
1. Ghetto

Lato B:
1. Non sperarci